# L'uomo che sapeva troppo (raccolta di racconti)
Fisher gli rispose con un’insolita, brusca amarezza: «Vi sbagliate, è quello che so che non merita di essere saputo.»»
(G. K. Chesterton, L'uomo che sapeva troppo, IV. Il pozzo senza fondo.)
L'uomo che sapeva troppo (The Man Who Knew Too Much) è una serie di racconti gialli dello scrittore inglese G. K. Chesterton, pubblicata per la prima volta nel 1922.
Il libro contiene dodici racconti, di cui i primi otto hanno come protagonista Horne Fisher, l'uomo che sapeva troppo, mentre gli ultimi quattro sono storie individuali con personaggi differenti.

## Contenuti

### Racconti con Horne Fisher
1. Il volto nel bersaglio
2. Il principe scomparso
3. Lo spirito dello scolaro
4. Il pozzo senza fondo
5. Il buco nel muro
6. La mania del pescatore
7. La pecora nera
8. La vendetta della statua

### Altri racconti

#### Gli alberi dell'orgoglio
Vane, signorotto della Cornovaglia, possiede nella sua tenuta tre alberi pavone, piante portate dall'Africa cui gli uomini del contado attribuiscono una fama spaventosa. Per dimostrare l'infondatezza di queste paure superstiziose, Vane decide di trascorrere una notte sotto le fronde degli alberi maledetti; ma al mattino dopo è scomparso. Da questo fatto si sviluppa una ramificata storia gialla dall'atmosfera misteriosa, ricca di colpi di scena, in cui l'autore mette in luce come la verità, tra infondate superstizioni e teorie dal preteso razionalismo, non sempre stia dal lato più scontato.

#### Il giardino di fumo
Catherine Crawford entra al servizio della signora Mowbray, famosa poetessa e scrittrice; ma il giorno successivo al suo arrivo l'artista viene trovata morta in giardino, mentre suo marito scopre che è sparita una piccola quantità della costosissima droga che la signora aveva il vizio di fumare. La dose tuttavia non avrebbe dovuto risultare letale, e la morte presenta diversi punti oscuri. Ad interessarsi al caso è il vicino di casa, il signor Traill di Scotland Yard.

#### Il cinque di spade
Mentre passeggiano nelle campagne a sud di Fontainebleau, Paul Forain e Harry Monk vengono chiamati sulla scena di un duello, dove uno dei due sfidanti giace morto, trafitto al cuore. Si tratta di un ragazzo inglese dedito agli stravizi, venuto in Francia per concludere un affare per conto del padre; ma Paul Forain nota qualcosa di inconsueto e, mentre dall'Inghilterra giungono il padre e la sorella del defunto, scopre che i fatti non sono come appaiono a prima vista.

#### La torre del tradimento
Bertram Drake è ospite di un'abbazia in Transilvania, dove i monaci, con ferrea disciplina militare, custodiscono una preziosissima reliquia. Tuttavia, da quando ha preso ad uscire di nascosto per visitare la sorella del signor Woodville, i diamanti incastonati nel cimelio hanno iniziato a sparire misteriosamente. La fortezza-monastero è del tutto inviolabile, e i sospetti ricadono su di lui; Drake decide allora di rivolgersi all'uomo ora noto come padre Stephen, suo conoscente ed ex-diplomatico dal celebre acume che adesso vive in eremitaggio in una grotta tra le colline.

## Edizioni
- G. K. Chesterton, L'uomo che sapeva troppo, traduzione di Igor Longo, Milano, Mondadori, 2007. In quest'edizione sono antologizzati due racconti aggiuntivi, Il delitto di White Pillars e L'uomo che sparò alla volpe.